# Khong Chiam (huyện)
Khong Chiam (tiếng Thái: โขงเจียม) là huyện (amphoe) cực đông của tỉnh Ubon Ratchathani của Thái Lan.

## Lịch sử
Khu vực của huyện đã là huyện trung tâm khwaeng của mueang Khong Chiam, nay là Si Mueang Mai. Ngày 1 tháng 1 năm 1957, 3 tambon Khong Chiam, Huai Yang và Pho Klang được tách ra từ Khong Chiam để lập tiểu huyện Ban Dan (king amphoe). Ngày 11 tháng 11 năm 1959, đơn vị này đã được nâng thanhg huyện.
Ngày 14 tháng 9 năm 1971, huyện đã được đổi tên thành Khong Chiam, còn huyện cũ Khong Chiam đã được đổi tên thành Si Mueang Mai, do trung tâm lịch sử mueang Khong Chiam nằm ở đó.

## Địa lý
Các huyện giáp ranh (từ phía nam theo chiều kim đồng hồ) là: Sirindhorn, Phibun Mangsahan và Si Mueang Mai. Về phía đông bên kia sông Mekong  là các tỉnh của Lào: Salavan và Champasak.
Đập Pak Mun chặn dòng sông Mun trước khi sông này đổ vào Mekong ở huyện này.
Huyện có hai vườn quốc gia: Kaeng Tana và Pha Taem.

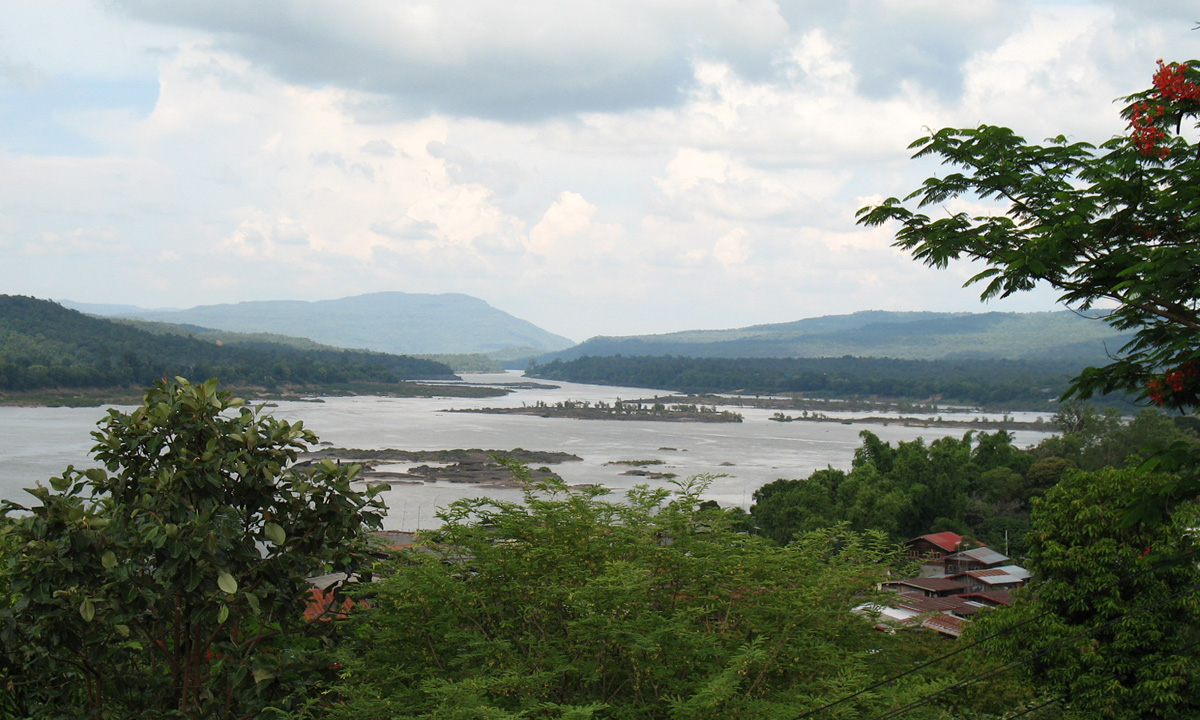
Cửa sông Mun, đoạn nhập vào sông Mekong ở huyện Khong Chiam

## Hành chính
Huyện này được chia thành 5 phó huyện (tambon), các đơn vị này lại được chia ra thành 50 làng (muban). Thị trấn (thesaban tambon) Ban Dan nằm trên một phần của tambon Khong Chiam. Có 5 Tổ chức hành chính tambon.
| STT. | Tên            | Tên Thái   | Số làng | Dân số |  |
| ---- | -------------- | ---------- | ------- | ------ |  |
| 1.   | Khong Chiam    | โขงเจียม    | 14      | 8.039  |  |
| 2.   | Huai Yang      | ห้วยยาง     | 9       | 7.457  |  |
| 3.   | Na Pho Klang   | นาโพธิ์กลาง  | 9       | 6.895  |  |
| 4.   | Nong Saeng Yai | หนองแสงใหญ่ | 9       | 5.104  |  |
| 5.   | Huai Phai      | ห้วยไผ่      | 9       | 5.198  |  |